# Near Dark
Near Dark és una pel·lícula de terror neowestern estatunidenca del 1987 coescrita i dirigida per Kathryn Bigelow (en el seu solo debut com a directora) i protagonitzada per Adrian Pasdar, Jenny Wright, Bill Paxton, Lance Henriksen i Jenette Goldstein. La trama segueix un jove d'una petita ciutat d'Oklahoma que s'involucra amb una família de vampirs nòmades estatunidencs
Tot i tenir un mal rendiment a la taquilla, les crítiques crítiques van ser generalment positives. Amb els anys, la pel·lícula ha guanyat seguidors de culte.

## Trama
Una nit, Caleb Colton, un jove d'un poble petit, coneix una jove vagabunda atractiva anomenada Mae. Just abans de sortir el sol, ella el mossega al coll i se'n va corrent. El sol naixent fa que la carn de Caleb fumi i cremi. Mae arriba amb un grup de vampirs itinerants en una caravana i se l'emporta. El més psicòtic dels vampirs, Severen, vol matar en Caleb però la Mae revela que ja l'ha convertit. El seu líder carismàtic, Jesse Hooker, accepta de mala gana permetre que en Caleb es quedi amb ells durant una setmana per veure si pot aprendre a caçar i guanyar-se la confiança del grup. Caleb no està disposat a matar per alimentar-se, cosa que l'allunya dels altres. Per protegir-lo, la Mae mata per ell i després li fa beure del canell.
El grup de Jesse entra a un bar i mata els ocupants. Van incendiar la barra i van fugir del lloc dels fets. Tots, excepte la Mae, volen matar en Caleb després que ell els posa en perill deixant escapar l'únic ocupant viu, però després en Caleb es posa en perill per ajudar-los a escapar de la seva habitació de motel durant una incursió policial a la llum del dia, Jesse i els altres estan agraïts i calmats temporalment. Comença una camaraderia, amb Caleb preguntant a Jesse quants anys té i Jesse responent que "va lluitar pel Sud" (durant la Guerra Civil Americana, 1861-1865), fent-lo d'uns 150 anys (Severen havia suggerit anteriorment que ell i Jesse van iniciar el Gran incendi de Chicago de 1871).
Mentrestant, el pare de Caleb ha estat buscant el grup de Jesse. Un nen vampir del grup, Homer, coneix la germana de Caleb, Sarah, i vol convertir-la en la seva companya, però Caleb s'oposa. Mentre el grup discuteix, el pare de Caleb arriba i els manté a punta de pistola, exigint que la Sarah sigui alliberada. Jesse es burla d'ell perquè li dispari, després regurgita la bala abans de lluitar amb l'arma. En la confusió, la Sarah obre una porta, deixant entrar la llum del sol i forçant els vampirs a retrocedir. Cremant, Caleb s'escapa amb la seva família.
Caleb suggereix que intentin donar-li una transfusió de sang. La transfusió inesperada inverteix la transformació de Caleb. Aquella nit, els vampirs busquen en Caleb i Sarah. La Mae distreu en Caleb intentant persuadir-lo perquè torni amb ella mentre els altres segresten la seva germana. Caleb descobreix el segrest i els seus pneumàtics tallats, però els persegueix a cavall. Quan el cavall s'amaga i el llança, s'enfronta a Severen. Caleb agafa d'un camió semiremolc i atropella Severen. El vampir ferit apareix de sobte al capó del camió i aconsegueix trencar el cablejat del motor. Caleb clava un ganivet al vehicle i salta mentre el camió explota, matant Severen. Buscant venjança, Jesse i la seva xicota, Diamondback, el persegueixen, però es veuen obligats a escapar amb el seu cotxe a l'alba.
Intentant salvar la Sarah, la Mae surt de la part posterior del cotxe amb ella. La carn de la Mae comença a fumejar mentre és cremada pel sol, però porta a Sarah als braços de Caleb, refugiant-se sota la seva jaqueta. Homer intenta seguir-lo, però mentre corre mor per exposició al sol. Amb la seva protecció solar arruïnada, Jesse i Diamondback també comencen a cremar. Intenten atropellar a Caleb i Sarah, però fracassen, morint mentre el cotxe explota. La Mae es desperta més tard, les seves cremades ara s'han curat. També li han fet una transfusió i està curada. Ella i Caleb es reconforten mútuament amb una abraçada tranquil·litzadora mentre acaba la pel·lícula.

## Repartiment
- Adrian Pasdar com a Caleb Colton
- Jenny Wright com a Mae
- Lance Henriksen com a Jesse Hooker
- Bill Paxton com a Severen
- Jenette Goldstein com a Diamondback
- Joshua John Miller com a Homer
- Marcie Leeds com Sarah Colton
- Tim Thomerson com a Loy Colton
- Troy Evans com a agent de policia de paisà
- Roger Aaron Brown com a camioner cajun
- James LeGros com a cowboy adolescent
- Billy Beck com a gerent del motel
- S.A. Griffin com a agent de policia al Motel
- Neith Hunter com noia al camió
- Theresa Randle com dona al camió

Near Dark compta amb tres actors d' Aliens, dos dels quals (Paxton i Henriksen) també havien estat anteriorment a Terminator i l'altre dels quals (Goldstein) seria més tard a Terminator 2. Tanmateix, també hi ha una connexió de càsting molt més fosca entre les pel·lícules de Near Dark i Terminator: Robert Winley, que va interpretar un motorista a l'escena del bar a Near Dark, i que mai va ser a qualsevol pel·lícula de James Cameron en aquell moment, més tard va interpretar al motorista la roba, les botes i la motocicleta del qual són robades pel T-800 en una escena de bar molt similar al començament de Terminator 2. Els seus personatges s'identifiquen als crèdits com "Patron in bar" per a la primera pel·lícula i "Cigar Biker" per a la segona.

## Producció
Les pel·lícules de vampirs s'havien posat "de moda" en el moment de la producció de Near Dark, amb l'èxit de Fright Night (1985) i The Lost Boys (1987), aquesta última es va publicar dos mesos abans de Near Dark i va recaptar 32 milions de dòlars.
Kathryn Bigelow volia filmar una pel·lícula western que s'allunyés de la convenció cinematogràfica. Quan ella i el coescriptor Eric Red van trobar un suport financer per a un western difícil d'aconseguir, se'ls va suggerir que intentessin barrejar un western amb un altre gènere més popular. El seu interès per la interpretació revisionista de la tradició cinematogràfica la va portar a ella i a Red a combinar dos gèneres que consideraven madurs per a la reinterpretació: la pel·lícula western i la pel·lícula de vampirs. La combinació dels gèneres s'havia visitat almenys dues vegades abans a la pantalla gran, amb Curse of the Undead (1959) i Billy the Kid Versus Dracula (1966).
Bigelow va conèixer (i més tard es va casar) amb el director James Cameron, que va dirigir Aliens (1986), una pel·lícula que comparteix tres membres del repartiment (Paxton, Goldstein i Henriksen) amb Near Dark. A l'actor Michael Biehn se li va oferir el paper de Jesse Hooker, però va rebutjar el paper perquè va trobar el guió confús. Lance Henriksen va assumir el paper. Un cinema vist al fons a principis de la pel·lícula té Aliens a la seva carpa i Cameron va interpretar l'home que "fa la figa" a Severen.

## Banda sonora
Near Dark és el trenta-dosè llançament important i el desè àlbum de banda sonora de Tangerine Dream. Va ser llançat el 1988.
| 1.  | «Caleb's Blues»                    | 3:20 |
| 2.  | «Pick Up at High Noon»             | 4:59 |
| 3.  | «Rain in the Third House»          | 2:59 |
| 4.  | «Bus Station»                      | 8:42 |
| 5.  | «Good Times»                       | 2:37 |
| 6.  | «She's My Sister (Resurrection I)» | 7:22 |
| 7.  | «Mae Comes Back»                   | 2:02 |
| 8.  | «Father and Son (Resurrection II)» | 2:58 |
| 9.  | «Severin Dies»                     | 2:50 |
| 10. | «Fight at Dawn»                    | 4:40 |
| 11. | «Mae's Transformation»             | 4:21 |

## Estrena
Near Dark es va estrenar el 2 d'octubre de 1987 a 262 sales, amb una recaptació de 635.789 dòlars el cap de setmana d'obertura. Va guanyar 3,4 milions de dòlars, per sota del seu pressupost de 5 milions de dòlars.

### Resposta crítica
Com a part d'un renaixement de finals de la dècada de 1980 de representacions serioses de vampirs a la pantalla gran, va rebre crítiques majoritàriament positives per la seva barreja dels gèneres western, biker i vampirs. Al lloc web de l'agregador de ressenyes Rotten Tomatoes, Near Dark té una puntuació d'aprovació del 82% basada en 74 crítiques amb una valoració mitjana de 7,3/10. El consens diu: "Near Dark és alhora una pel·lícula de vampirs esgarrifosa, un western emocionant i un conte familiar commovedor, amb humor i ensurts en abundància.”
A la seva ressenya per a The New York Times, Caryn James va escriure: "Les composicions massa estudiades de la Sra. Bigelow - Caleb en silueta muntant un cavall cap a la càmera - xoquen amb el seu enfocament no estudiat de l'aspecte dels personatges". Jonathan Rosenbaum del Chicago Reader va quedar impressionat per la primera incursió de Bigelow en pel·lícules de gran pressupost amb la pel·lícula "vampir hillbilly". descrivint-lo com a "bellament rodada". Hal Hinson de The Washington Post va dir que la barreja de llegendes de vampirs, western i pel·lícules de motoristes té un resultat "a la vegada escandalós i poètic; té emocions extravagants i sagnants i una altra cosa, una cosa que s'acosta a l'emoció genuïna". A la seva ressenya per a The Globe and Mail, Jay Scott va escriure: "Bill Paxton com el símbol sexual dels no-morts, és excepcional, però no prou excepcional com per posar en marxa la fugida que conclou la pel·lícula".
Richard Corliss de la revista Time va nomenar Near Dark "estranya (i) bella" i "la història d'amor dels vampirs adolescents de tots els temps". Richard Schickel (també de Time) va considerar la pel·lícula una variant intel·ligent del gènere del cinema de vampirs. Peter Travers de Rolling Stone va estar d'acord, anomenant-lo "sagnant i preciós". Alan Jones de Radio Times li va concedir quatre estrelles de cinc, anomenant-lo "una fita de terror dels anys 80" i "una de les millors pel·lícules de vampirs que s'han fet mai". Jones el va descriure com un "paquet visualment impressionant i aterridor, que gira una història genuïnament terrorífica" i va destacar les "actuacions degenerades destacades" de Henriksen i Paxton.